# Complicated (Avril Lavigne)
Complicated is een nummer van de Amerikaanse zangeres Avril Lavigne. Zij schreef het nummer samen met Lauren Christy, Scott Spock en Graham Edwards, die gedrieën ook de productie voor hun rekening namen. In maart 2002 werd het uitgebracht als eerste single van Lavigne en de leadsingle van haar debuutalbum Let Go.

## Achtergrond
Het nummer gaat over een situatie waarin een meisje merkt dat haar vriendje erg leuk is wanneer ze samen zijn, maar zich anders gaat gedragen als zijn vrienden erbij zijn. Volgens Lavigne gaat Complicated niet over een situatie uit het echte leven, maar over 'het leven, mensen die nep zijn en relaties'.

## Hitnoteringen en prijzen
Complicated kwam in zes landen op de eerste plek van de hitlijst terecht, te weten Australië, Canada, Colombia, Ierland, Nieuw-Zeeland en Noorwegen. In Denemarken, Hongarije, Italië, Oostenrijk, Schotland, de Verenigde Staten, Zweden en Zwitserland kwam het nummer uiteindelijk tot de tweede plek. Dat gebeurde ook in de Nederlandse Top 40. Hier hield The Ketchup Song van Las Ketchup het twee weken lang van de eerste plek.
Tijdens de MTV Video Music Awards van 2002 won Lavigne met Complicated de prijs voor Best New Artist in a Video. Bij de Grammy Awards van 2003 werd het nummer tweemaal genomineerd, voor Best Female Pop Vocal Performance en voor Song of the Year. In beide categorieën ging het nummer Don't Know Why van Norah Jones er met de prijs vandoor.

### Nederlandse Top 40
| Hitnotering: 31-08-2002 t/m 14-12-2002 | Hitnotering: 31-08-2002 t/m 14-12-2002 | Hitnotering: 31-08-2002 t/m 14-12-2002 | Hitnotering: 31-08-2002 t/m 14-12-2002 | Hitnotering: 31-08-2002 t/m 14-12-2002 | Hitnotering: 31-08-2002 t/m 14-12-2002 | Hitnotering: 31-08-2002 t/m 14-12-2002 | Hitnotering: 31-08-2002 t/m 14-12-2002 | Hitnotering: 31-08-2002 t/m 14-12-2002 | Hitnotering: 31-08-2002 t/m 14-12-2002 | Hitnotering: 31-08-2002 t/m 14-12-2002 | Hitnotering: 31-08-2002 t/m 14-12-2002 | Hitnotering: 31-08-2002 t/m 14-12-2002 | Hitnotering: 31-08-2002 t/m 14-12-2002 | Hitnotering: 31-08-2002 t/m 14-12-2002 | Hitnotering: 31-08-2002 t/m 14-12-2002 | Hitnotering: 31-08-2002 t/m 14-12-2002 | Hitnotering: 31-08-2002 t/m 14-12-2002 |
| Week:                                  | 1                                      | 2                                      | 3                                      | 4                                      | 5                                      | 6                                      | 7                                      | 8                                      | 9                                      | 10                                     | 11                                     | 12                                     | 13                                     | 14                                     | 15                                     | 16                                     |                                        |
| -------------------------------------- | -------------------------------------- | -------------------------------------- | -------------------------------------- | -------------------------------------- | -------------------------------------- | -------------------------------------- | -------------------------------------- | -------------------------------------- | -------------------------------------- | -------------------------------------- | -------------------------------------- | -------------------------------------- | -------------------------------------- | -------------------------------------- | -------------------------------------- | -------------------------------------- | -------------------------------------- |
| Positie:                               | 14                                     | 5                                      | 3                                      | 2                                      | 2                                      | 4                                      | 5                                      | 4                                      | 4                                      | 5                                      | 9                                      | 8                                      | 11                                     | 12                                     | 26                                     | 38                                     | uit                                    |

## Trivia
- De outfit die Lavigne in de videoclip van Complicated droeg was gekopieerd van de albumcover Butch Walkers album Left of Self-Centered - Album advanced waarop Walker een soortgelijke outfit droeg. Beide artiesten zaten op hetzelfde label en maakten gebruik van dezelfde stylist. Lavigne had Walker een week voor de clip-opname ontmoet in een opnamestudio-complex en had "Cool outfit!" over de albumcover gezegd.[4]